# مل تامپسون
مل تامپسون (به انگلیسی: Mel Thompson) (زاده ۱۹۴۶ در انگلستان) یک فیلسوف، استاد دانشگاه، نویسنده، معلم، منتقد و فعال اجتماعی بریتانیایی است. او که در بریتانیا به دنیا آمد و تحصیل کرد در سال ۱۹۷۹ دکترای فلسفه گرفت و از آن زمان تاکنون به تدریس و تألیف اشتغال داشته است. تامپسون کتاب‌های زیادی در مورد فلسفه و اخلاق نوشته و کتاب‌های او به زبان‌های زیادی ترجمه شده‌اند. در ایران چندین کتاب از تامسون ترجمه شده‌اند که از جمله آنها می‌توان از کتاب فیلسوفان بدکردار نام برد که تامپسون به همراه نایجل راجرز نوشته است. این کتاب از نظر رویکرد آن کتابی منحصر به فرد است.